# الکساندر بین (فیلسوف)
الکساندر بین(به انگلیسی : Alexander Bain)، (۱۱ ژوئن ۱۸۱۸- ۱۸سپتامبر ۱۹۰۳) یک فیلسوف و معلم اسکاتلندی در مکتب تجربه گرایی بریتانیا و یک شخصیت برجسته و مبتکر در زمینه های روانشناسی ، زبان شناسی ، منطق ، فلسفه اخلاق و اصلاحات آموزشی بود . او ذهن ، اولین مجله روانشناسی و فلسفه تحلیلی را تأسیس کرد و شخصیتی پیشرو در ایجاد و به کارگیری روش علمی در روانشناسی بود . بین صاحب اولین کرسی سلطنتی در منطق و استادی منطق در دانشگاه آبردین بود، جایی که او همچنین در فلسفه اخلاق و ادبیات انگلیسی استادی داشت و دو بار به عنوان رئیس دانشگاه آبردین انتخاب شد.

## سنین جوانی و تحصیلات
الکساندر بین در آبردین در خانواده جورج بین، بافنده و سرباز کهنه کار، و مارگارت پل به دنیا آمد. در سن یازده سالگی او مدرسه را ترک کرد تا به عنوان بافنده کار کند  از این رو او را به عنوان بافنده، پادشاه فیلسوفان (اصطلاح لاتین) توصیف کردند. او همچنین در سخنرانی‌های مؤسسه مکانیک آبردین و کتابخانه عمومی آبردین شرکت کرد.
در سال ۱۸۳۶وارد کالج ماریشال شد و در آنجا تحت تأثیر پروفسور ریاضیات جان کرویکشنک، پروفسور شیمی توماس کلارک و پروفسور فلسفه طبیعی ویلیام نایت قرار گرفت. در اواخر دوره لیسانس، با اولین مقاله‌اش با عنوان «الکتروتایپ و داگرئوتیپ» که در سپتامبر ۱۸۴۰منتشر شد، در نشریه « وستمینستر ریویو» مشارکت داشت. این آغاز ارتباط او با جان استوارت میل بود که منجر به دوستی مادام العمر شد. به او روبان آبی و همچنین بورس ریاضی خاکستری اعطا شد. کار و تحصیلات دانشگاهی او به ویژه در فلسفه ذهن، ریاضیات و فیزیک متمایز بود و او با عالی ترین افتخارات با مدرک کارشناسی ارشد فارغ التحصیل شد.
در سال ۱۸۴۱، بین جایگزین دکتر گلنی، پروفسور فلسفه اخلاق ، که به دلیل بیماری ، قادر به انجام وظایف آکادمیک خود نبود، شد. او سه دوره متوالی در این سمت باقی ماند و همزمانه نوشتن برای وست مینستر ادامه داد و همچنین به جان استوارت میل در اصلاح نسخه خطی سیستم منطق خود (۱۸۴۲) کمک کرد. در سال ۱۸۴۳او اولین نقد کتاب را به لندن و وست مینستر ارائه کرد.

## شغل دانشگاهی

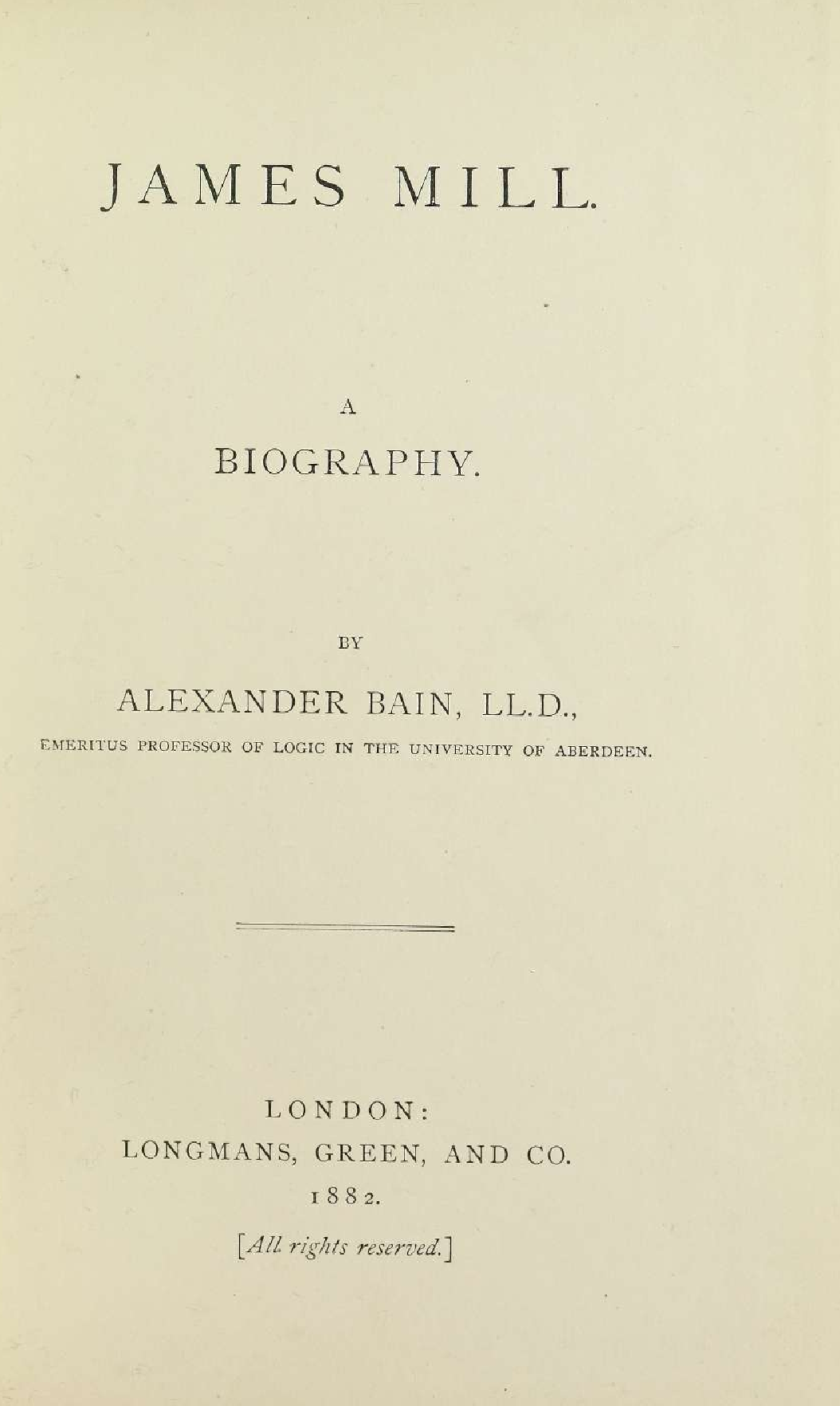
صفحه روی زندگینامه بین از جیمز میل، ۱۸۸۲

در سال ۱۸۴۵او به عنوان استاد ریاضیات و فلسفه طبیعی در دانشگاه اندرسون در گلاسکو منصوب شد. یک سال بعد به دنبال یک رشته گسترده‌تر، از سمت خود استعفا داد و خود را وقف نویسندگی کرد. در سال ۱۸۴۸او به لندن نقل مکان کرد تا پستی را در هیئت بهداشت زیر نظر سر ادوین چادویک پر کند و در آنجا برای اصلاحات اجتماعی کار کرد و به یکی از اعضای برجسته حلقه روشنفکری که شامل جورج گروت و جان استوارت میل بود تبدیل شد. در سال ۱۸۵۵او اولین اثر مهم خود را به نام "حواس و عقل " منتشر کرد و در سال ۱۸۵۹"احساسات و اراده" را منتشر کرد. این رساله ها برای او جایگاهی در میان متفکران مستقل به ارمغان آورد. بین همچنین از ۱۸۵۷تا ۱۸۶۲و ۱۸۶۹-۱۸۶۴برای دانشگاه لندن ممتحن منطق و فلسفه اخلاق بود و همچنین مدرس علوم اخلاقی برای امتحانات خدمات دولتی هند بود .
در سال ۱۸۶۰از سوی ولیعهد بریتانیا به سمت افتتاحیه کرسی سلطنتی منطق و کرسی ادبیات انگلیسی دانشگاه آبردین منصوب شد که به تازگی پس از ادغام کینگز کالج، آبردین و کالج ماریشال توسط کمیسیون دانشگاه های اسکاتلند در سال ۱۸۵۸ تشکیل شد.

### زبان شناسی
تا سال ۱۸۵۸، نه منطق و نه زبان انگلیسی در آبردین توجه کافی را به خود جلب نکرده بود و بین خود را وقف تأمین این کمبودها کرد. او نه تنها در ارتقای استاندارد آموزش به طور کلی در شمال اسکاتلند ، بلکه در تأسیس مدرسه فلسفه در دانشگاه آبردین ، و تأثیر گسترده ای بر آموزش گرامر و انشا انگلیسی در بریتانیا موفق شد. تلاش‌های او ابتدا به تهیه کتاب‌های درسی معطوف شد: دستور زبان عالی انگلیسی  و دستور زبان انگلیسی  هر دو در سال ۱۸۶۳منتشر شدند، سپس در سال ۱۸۶۶ کتابچه راهنمای بلاغت، در سال ۱۸۷۲ اولین دستور انگلیسی و در سال ۱۸۷۴ همراه با دستور عالی منتشر شدند. این آثار دامنه وسیعی داشتند و دیدگاه ها و روش های اولیه آنها با استقبال گسترده ای روبرو شد.

### فلسفه
نوشته‌های فلسفی بین که قبلاً منتشر شده بود، به‌ویژه «حواس و عقل » که در سال ۱۸۶۱در «مطالعه شخصیت از جمله برآورد جمجمه‌شناسی» به آن اضافه شد، برای استفاده مؤثر در کلاس درس بسیار سنگین بود. بر این اساس، او در سال ۱۸۶۸کتاب راهنمای علوم ذهنی و اخلاقی خود را منتشر کرد که عمدتاً شکل فشرده‌ای از رساله‌هایش بود، با آموزه‌هایی که مجدداً بیان شده و در بسیاری از موارد به تازگی مصور شده بودند و اضافات مهم زیادی نیز به همراه داشتند. سال ۱۸۷۰کتاب منطق منشر شد..   که آن نیز برای استفاده دانشجویان طراحی شده و بر اساس نوشته‌های جان استوارت میل بود، اما در بسیاری از جزئیات با او تفاوت داشت، و به دلیل پرداختن به دکترین بقای انرژی در ارتباط با علیت و کاربرد دقیق اصول منطق در علوم مختلف با یک بخش بر طبقه بندی همه علوم .  متمایز بود. او سپس دو نشریه در "مجموعه علمی بین المللی" منتشر کرد، یعنی ذهن و بدن (۱۸۷۲)،  و آموزش به عنوان یک علم (۱۸۷۹).  همه این آثار، از گرامر عالی انگلیسی به پایین، توسط بین در طول بیست سال استادی‌اش در دانشگاه آبردین نوشته شده است. او همچنین مجله فلسفی، ذهن را راه اندازی کرد. اولین شماره در ژانویه ۱۸۷۶، تحت سردبیری یکی از شاگردان سابق، جورج کروم رابرتسون ، از دانشگاه کالج لندن منتشر شد. بین در این مجله مقالات و بحث های مهمی ارائه کرد. و در واقع او تمام هزینه های آن را متحمل شد تا اینکه رابرتسون به دلیل بیماری ناخوشایند از سردبیری در سال ۱۸۹۱استعفا داد و جورج استات سردبیری را به دست گرفت.

### روانشناسی
اگرچه تأثیر او به عنوان منطق دان و زبان شناس در دستور زبان و بلاغت قابل توجه بود، اما شهرت او به آثارش در روانشناسی مربوط است. در یک جلسه با فیزیولوژیست آلمانی و آناتومیست مقایسه ای یوهانس پیتر مولر در اعتقاد به اینکه روانشناس کسی جز یک فیزیولوژیست نیست (کسی که  فیزیولوژیست نیست روانشناس هم نیست)، او اولین کسی بود که در بریتانیای کبیر در طول قرن نوزدهم فیزیولوژی را به طور کامل برای روشن کردن حالات ذهنی به کار برد. او در بحث اراده، تبیین‌های فیزیولوژیک را بر تبیین‌های متافیزیک ترجیح می‌داد و به بازتاب‌ها به عنوان شاهدی اشاره کرد که نشان می‌دهد شکلی از اراده، مستقل از آگاهی، در اندام‌های فرد به ارث می‌رسد. او به دنبال ترسیم همبستگی‌های فیزیولوژیک حالات روانی بود، اما از انجام هرگونه فرضیه‌ی مادی امتناع کرد.  ایده او در به کارگیری روش علمی طبقه‌بندی برای پدیده‌های روانی به کار او شخصیت علمی بخشید که با بیان روشمند و مهارت او در تصویرسازی ارزش آن افزایش یافت. در همین راستا، خواسته او پاکسازی روانشناسی از متافیزیک است و بدون شک تاثیراو، بر جایگاهی که روانشناسی اکنون به عنوان یک علم اثباتی متمایز کسب کرده است،قابل توجه است. بین روانشناسی را تحت تأثیر دیوید هیوم و آگوست کنت به عنوان رشته ای متمایزتر از علم با استفاده از روش علمی معرفی کرد. بین پیشنهاد کرد که فرآیندهای فیزیولوژیک و روانی به هم مرتبط هستند و روانشناسی سنتی را می توان بر اساس این ارتباط توضیح داد. علاوه بر این، او پیشنهاد کرد که تمام دانش و همه فرآیندهای ذهنی باید بر اساس احساسات واقعی فیزیکی باشد، نه بر اساس افکار و ایده های خود به خودی، و تلاش کرد تا پیوند بین ذهن و بدن را شناسایی کند و همبستگی بین پدیده های ذهنی و رفتاری را کشف کند. .
ویلیام جیمز اثر او را "آخرین کلمه"ی مرحله اولیه روانشناسی می نامد، اما او در واقع پیشگام روانشناسی جدید بود. تحقیقات روانی-فیزیکی بعدی "همه در" روح کار او بوده است. و اگرچه او همواره از روش درون‌نگر در تحقیقات روان‌شناختی حمایت می‌کرد، اما از اولین کسانی بود که باید از کمکی که ممکن است توسط روان‌شناسی اجتماعی، روان‌شناسی تطبیقی و روان‌شناسی رشد به آن داده شود، از او قدردانی شود. او ممکن است عادلانه ادعا کند که شایستگی هدایت علایق بیدار روانشناختی متفکران بریتانیایی نیمه دوم قرن نوزدهم را به کانال های پرباری هدایت کرده است. بین بر اهمیت تجارب فعال ما از حرکت و تلاش تأکید کرد، و اگرچه نظریه او در مورد حس عصب مرکزی دیگر آنطور که او مطرح کرد وجود ندارد، ارزش آن به عنوان پیشنهادی برای روانشناسان بعدی بسیار زیاد است. اندیشه او که یک باور چیزی جز آمادگی برای عمل نیست، هم از سوی عملگرایی و هم از نظر کارکردگرایی محترم است. 

### کارهای دیگر
خودزندگی نامه بین که در سال ۱۹۰۴ منتشر شد، شامل فهرست کاملی از آثار او و همچنین تاریخ سیزده سال آخر زندگی او توسط پروفسور دبلیو.ال. دیویدسون از دانشگاه آبردین است. که شامل مروری بر خدمات بین به فلسفه است. آثار بیشتر شامل نسخه هایی با یادداشت هایی از فلسفه اخلاقی پیلی (۱۸۵۲) است. آموزش به عنوان یک علم (۱۸۷۹)؛ پایان نامه هایی در مورد موضوعات برجسته فلسفی (۱۹۰۳، عمدتاً تجدید چاپ مقالات درباره‌ی ذهن)؛ او با جی.اس. میل و گروت در ویرایش کتاب « تحلیل پدیده‌های ذهن انسان» جیمز میل (۱۸۶۹) و در ویرایش آثار ارسطو و آثار جزئی گروت همکاری کرد. او همچنین خاطراتی نوشت که پیشوند کتاب بقایای فلسفی جی کروم رابرتسون (۱۸۹۴) بود.

## اصلاحات اجتماعی
بین علاقه شدیدی به عدالت و توسعه اجتماعی داشت و غالباً در جنبش‌های سیاسی و اجتماعی روز مشارکت فعال داشت. پس از بازنشستگی از کرسی منطق، او دو بار به عنوان رئیس دانشگاه آبردین انتخاب شد که هر دوره بیش از سه سال ادامه داشت. او مدافع سرسخت اصلاحات، به‌ویژه در آموزش علوم بود و از ادعای زبان‌های مدرن برای داشتن جایگاهی در برنامه درسی حمایت کرد. علاوه بر این، او از حامیان پرشور حقوق دانشجویان بود و در سال ۱۸۸۴انجمن مناظره دانشگاه آبردین اولین گام ها را برای معرفی شورای نمایندگان دانشجویان و سپس انجمن دانشجویان دانشگاه آبردین تحت حمایت او برداشت.
بین در طول زندگی خود عضو کمیته کتابخانه عمومی آبردین و همچنین هیئت مدرسه آبردین بود. علاوه بر این، پروفسور بین برای مؤسسه مکانیک آبردین سخنرانی می‌کرد و مقاله می‌نوشت و به عنوان دبیر کمیته آن خدمت می‌کرد.

## اواخر زندگی  و مرگ
بین از کرسی و استادی خود در دانشگاه آبردین بازنشسته شد و ویلیام مینتو ، یکی از درخشان ترین شاگردان او، جانشین وی شد. با این وجود، علاقه او به فکر و تمایل او به تکمیل طرح کاری که در سالهای قبل ترسیم شده بود، باعث شد مثل همیشه مشتاق باقی بماند. بر این اساس، در سال ۱۸۸۲زندگینامه  جیمز میل و همراه با آن جان استوارت میل: نقدی با خاطرات شخصی منتشر شد.  سپس (۱۸۸۴) مجموعه‌ای از مقالات و جزوات، که بیشتر آنها در مجلات منتشر شده بود، تحت عنوان مقالات عملی آمد. ویراست جدیدی از کتاب بلاغت(۱۸۸۸، ۱۸۸۷) و به همراه آن، کتابی در مورد آموزش زبان انگلیسی که کاربرد جامعی از اصول بلاغت در نقد سبک برای استفاده معلمان بود و در سال ۱۸۹۴ نسخه اصلاح شده ای از "حواس و عقل" را منتشر کرد که حاوی آخرین سخنان او در مورد روانشناسی است. در سال ۱۸۹۴ نیز آخرین ویرایش ذهن را انجام داد. آخرین سالهای او در خلوت در آبردین سپری شد، جایی که او در ۱۸سپتامبر ۱۹۰۳درگذشت. او دوبار ازدواج کرد اما فرزندی از خود به جای نگذاشت. آخرین درخواست او این بود که «هیچ سنگی بر قبرش گذاشته نشود، او گفت که کتاب‌هایش یادگار او خواهد بود». 
دانشکده فلسفه دانشگاه آبردین، نشان بین را در سال ۱۸۸۳تأسیس کرد. این جایزه سالانه به بهترین نامزدی که در فلسفه ذهنی افتخارات درجه یک را کسب کند اعطا می شود.
همان طور که پروفسور ویلیام ال. دیویدسون در آگهی ترحیم بین در کتاب ذهن می نویسد: «در مرگ دکتر بین، روانشناسی متحمل زیان بزرگی شد؛ اما آموزش و اصلاحات عملی نیز همینطور است. به ندرت می توان فیلسوفی را یافت که علایق فلسفی را با علایق آموزشی و عملی ترکیب کند و همچنین نیرویی فعال در جامعه ای باشد که در آن ساکن است. چنین ترکیبی اینجا بود. از قدردانی آن کوتاهی نکنیم.»

## کتابشناسی - فهرست کتب
- "زندگی اولیه جیمز میل" ، از ذهن، جلد. ، شماره ۱ (ژانويه ۱۸۷۶).
- مروری بر اصول جامعه شناسی هربرت اسپنسر ، از ذهن ، جلد.۱، شماره ۱ (ژانويه ۱۸۷۶).
- "آقای GH Lewes و اصول تجربه" ، از جلد ۱ ذهن ، شماره ۱ (ژانويه ۱۸۷۶).
- آموزش به عنوان یک علم ، نیویورک: دی. اپلتون و شرکت، ۱۸۸۴
- مقالات کاربردی
- پایان نامه هایی با موضوعات برجسته فلسفی
- زندگی نامه الکساندر بین LL.D. لندن: لانگ منز، گرین. ۱۹۰۴.
- عناصر شیمی و الکتریسیته: در دو بخش
- ستاره شناسی
- جان استوارت میل: نقد: با خاطرات شخصی ، لندن: لانگمنز، گرین و شرکت، ۱۸۸۲
- هنر مطالعه
- آیا چیزی به نام شر محض وجود دارد؟
- جدال کلاسیک
- ایده آل دانشگاه: گذشته و حال
- در مورد آموزش زبان انگلیسی: با مثال های مفصل و تحقیق در مورد تعریف شعر
- ترکیب و بلاغت انگلیسی: ویژگی های عاطفی سبک
- ترکیب و بلاغت انگلیسی: عناصر فکری سبک
- گرامر انگلیسی به عنوان وابسته به ترکیب
- اولین گرامر انگلیسی
- گرامر عالی انگلیسی
- یک دستور زبان انگلیسی
- ترکیب انگلیسی و بلاغت: یک کتابچه راهنمای
- منطق: استقرا
- منطق: جلد ۱
- اسنتباط
- چند نکته در اخلاق
- قطعاتی در مورد موضوعات اخلاقی
- فلسفه اخلاقی پالی
- احساسات و اراده ۱۸۵۹
- حواس و عقل
- ذهن و بدن: نظریه های رابطه آنها
- بیان فیزیولوژیکی در روانشناسی
- تحلیل پدیده های ذهن انسان: جلد 1
- نحوه مطالعه شخصیت؛ یا، مبنای واقعی علم ذهن
- ظهور علم اعصاب در قرن نوزدهم: ذهن و بدن : نظریه های رابطه آنها
- لذت و درد
- در مورد مطالعه شخصیت: از جمله برآورد فرنولوژی
- علوم ذهنی: خلاصه ای از روانشناسی و تاریخ فلسفه که به عنوان کتاب درسی برای دبیرستان ها و دانشکده‌ها طراحی شده است.
- علم اخلاق: خلاصه ای از اخلاق
- علم ذهنی و اخلاقی: خلاصه ای از روانشناسی و اخلاق ، لندن: لانگمنز، گرین و شرکت، ۱۸۶۸
- علوم ذهنی و اخلاقی: روانشناسی و تاریخ فلسفه
- علوم ذهنی و اخلاقی: نظریه اخلاق و نظام های اخلاقی

## بیشتر خواندن
- باین، الکساندر، ترکیب و بلاغت انگلیسی ، 1871 (ویرایش فاکس، 1996، فکسیمیل‌ها و چاپ‌های مجدد محققان،شابک ‎۹۷۸−۰−۸۲۰۱−۱۴۹۷−۲ ).
- 0-684-10114-9
- BR Hergenhahn، مقدمه ای بر تاریخ روانشناسی، ویرایش ششم
- کونیتز، استنلی و هوارد هایکرافت . "بین، اسکندر." نویسندگان بریتانیایی قرن نوزدهم. شرکت HW Wilson، نیویورک، 1936.